# Actinoscyphiidae
Famille
Les Actinoscyphiidae sont une famille d'anémones de mer de l'ordre des Actiniaria.

## Liste des genres
Selon World Register of Marine Species (1er août 2024) :
- genre Actinoscyphia Stephenson, 1920
- genre Epiparactis Carlgren, 1921